# 北約附件導軌

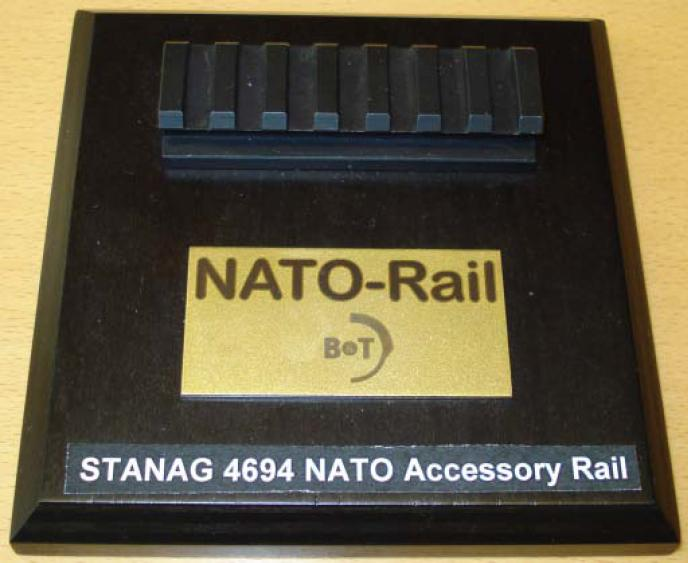
北約附件導軌（STANAG 4694）

北約附件導軌（英語：NATO Accessory Rail，又稱：STANAG 4694，縮寫：NAR）是一種枪械以上的導軌整合系統，為從皮卡汀尼導軌（STANAG 2324）進一步發展出來的導軌系統。該導軌是由最新的現代化協議——標準化協議4694——所定義，用於將諸如瞄准镜、反射式瞄準鏡、夜視儀、戰術燈、雷射瞄準器、前握把、兩腳架和刺刀等戰術附件設備附接到步槍和手槍之類的輕武器以上。

## 歷史
2009年5月8日，STANAG 4694獲得北約陸軍軍備集團（NAAG），第一陆上战斗能力小组（LCG1-DS）的批准。它轉發給北約標準化辦公室，然後轉發給各個北約成員國家，由他倆對最終批准的北約附件導軌系統進行測試。
北約附件導軌可與STANAG 2324／MIL-STD-1913的皮卡汀尼導軌向後兼容，後者可追溯到1995年2月3日並且由Aimpoint公司、貝瑞塔、柯爾特、埃斯塔勒和黑克勒&科赫等公司的武器專家共同設計。HK G28精確射手步槍是配備了北約附件導軌的槍械。

## 設計規格
根據北約陸軍裝備集團的說法，MIL-STD-1913皮卡汀尼導軌（及其前身韋弗式導軌）和STANAG 4694之間的區別是：
- 米制尺寸的參考圖。
- 其他新的尺寸測量和公差。
- 某部份尺寸測量的調整。
- 尺寸和公差得到補充或調整，尤其是較嚴格的直線度公差（大約50％）。

另一個值得注意的變化是，在皮卡汀尼導軌當中建議從V型角進行附件的對準和參考時，北約當中建議改用頂面。北約的最初測試表明，皮卡汀尼導軌系統不能提供良好的可重复性。而將頂面用作參考與爪鉤的對準方式則可提供出色的可重複性。

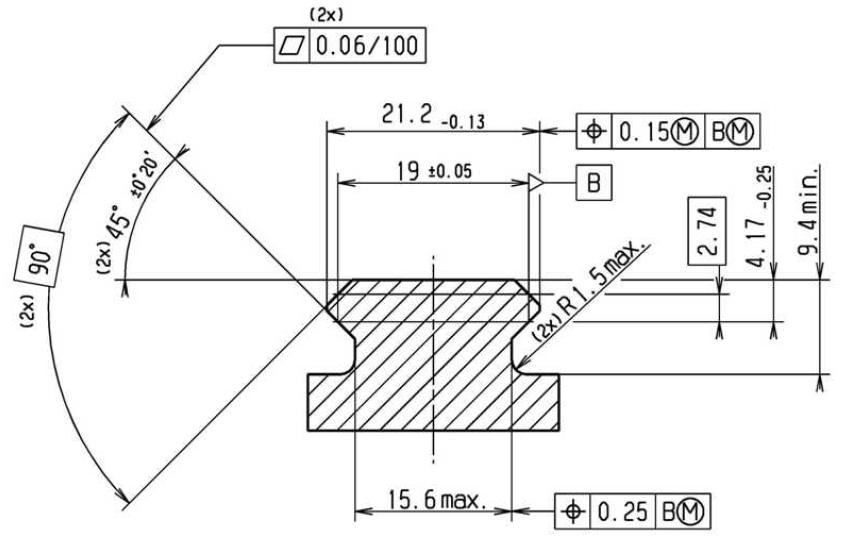
STANAG 4694“北約附件導軌”公制參考圖（尺寸單位為毫米）。
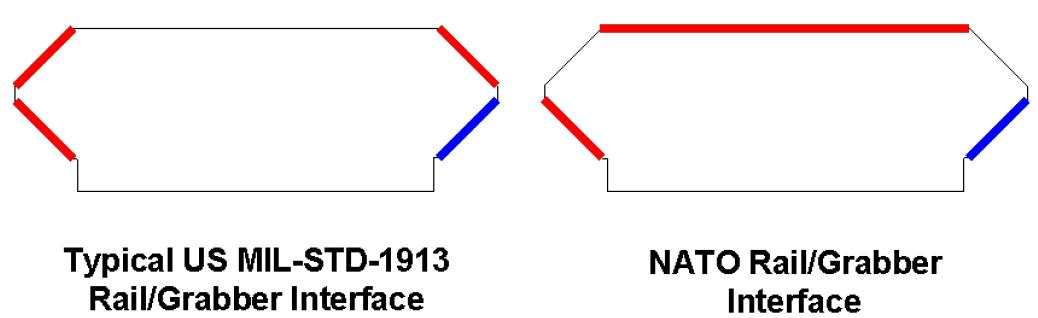
STANAG 4694“北約附件導軌”導軌——爪鉤界面。

## 進一步的計劃
2009年，五角大廈透露了他倆目前正在制定進一步的計劃以開發北約標準，以在將來藉由導軌為附接的附件提供電源。
目前，Wilcox工業公司與SureFire合作，正在為AR-15創造導軌化前護木，用以為需要依賴電池的相關附件，包括戰術燈和雷射瞄準器等供電。同時旨在各件附件是由一具中央電池組或是通過其專屬的垂直握把，通用控制握把所供電。該系統的優勢將是可將重點向正面轉移、減輕重量、提高互操作性以及導入能源管理。

## 資料來源
1. ↑   (PDF).   [2020-06-24]. （原始内容存档 (PDF)于2011-05-26）.
2. ↑  .   [2020-06-24]. （原始内容存档于2012-07-28）.
3. ↑   (PDF).   [2020-06-24]. （原始内容存档 (PDF)于2010-11-26）.
4. ↑  .   [2020-06-24]. （原始内容存档于2020-02-18）.
5. ↑  Powered Rail Presentation to Intl Infantry & Joint Service Small Arms System Symposium, May 20, 2009 的存檔，存档日期September 24, 2015，.
6. ↑  .   [2020-06-24]. （原始内容存档于2013-12-12）.
7. ↑  Torbjoern Eld.  (PDF). NATO Weapons & Sensors Working Group: 6. 2009-05-20  [2014-11-11]. （原始内容 (PDF)存档于2015-09-24） （english）.
 （页面存档备份，存于）  (PDF).   [2020-06-24]. （原始内容 (PDF)存档于2015-09-24）.

## 外部連結
- （英文）—NATO countries finalise plans for a standard rail adaptor system（页面存档备份，存于）